# محوطه بند بست
محوطه بند بست مربوط به دوران پیش از تاریخ ایران باستان است و در بلداجی، غرب شهر واقع شده و این اثر در تاریخ ۲۴ فروردین ۱۳۸۲ با شمارهٔ ثبت ۸۲۳۱ به‌عنوان یکی از آثار ملی ایران به ثبت رسیده است.